# Bill Shirley
Pour les articles homonymes, voir Shirley.
Bill Shirley est un acteur et chanteur (ténor) américain né le 6 juillet 1921 à Indianapolis (Indiana) et mort le 27 août 1989 à Los Angeles (Californie).

## Biographie

### Jeunesse et études
William Jesse Shirley naît le 6 juillet 1921 à Indianapolis, dans l'Indiana. Son père, Luther James Shirley, est entrepreneur de pompes funèbres, sa mère, Inez Baldwin, pianiste professionnelle. Ayant repéré les talents vocaux de son fils dès l'âge de 5 ans, elle lui fait intégrer la chorale Ogden, dont il devient rapidement le soliste attitré Il intègre par la suite les troupes d'enfants Meglin Kiddies, Children's Civic Theater et Irvington Playhouse.
Lorsqu'il a 11 ans, la famille déménage pour la Californie où il est présenté au producteur Sid Grauman qui fait facilement engager « le garçon à la voix d'or » dans plusieurs films des studios 20th Century Fox, Columbia et Paramount, tels que Le Président fantôme (1932) et As The Devil Commands (1933).
Il fait ses études à la George W. Julian Elementary puis à la Shortridge High School dont il sort diplômé en 1939. L'année suivante, il s'installe à Hollywood avec sa mère et se perfectionne à la Herbert Wall School of Music auprès de Andrés de Segurola et à l'Edward Clark Academy.

### Débuts professionnels
En 1941, Bill Shirley est présenté au président de Republic Pictures, Herbert J. Yates, qui lui fait signer un contrat de 7 ans. Il y tourne plusieurs films, la plupart de série B, dont Ice-Capades, Doctors Don't Tell, Sailors on Leave, Rookies on Parade, Mercy Island (1941), Hi, Neighbor et Ice-Capades Revue (1942). Il décroche son rôle le plus important dans Les Tigres volants (1942) de David Miller avant d'être mobilisé lors de l'entrée en guerre des États-Unis.

### L'après-guerre
Après la Seconde Guerre mondiale, Bill Shirley se produit à Broadway et apparaît à la télévision. En 1947, il chante six semaines consécutives au Copacabana,, puis au Latin Quarter de New York, au Mocambo de Los Angeles, au Tropicana et au Riviera de Las Vegas.
À la radio, il chante dans les émissions Ladies Day et The Packard Hour. Il joue également dans la comédie musicale Look Ma, I'm Dancin'!, mais son rôle ayant été sévèrement coupé durant les previews, il quitte la production.
En 1948, il est remarqué par Darryl F. Zanuck lors de son tour de chant au Mocambo. Celui-ci lui propose un contrat de ghost singer pour la 20th Century-Fox. Il double ainsi Mark Stevens pour les chansons de Oh, You Beautiful Doll et Chanson dans la nuit (1949).
En 1949, il est à l'affiche de la revue A La Carte à Broadway aux côtés de Gale Robbins. En 1952, il décroche son seul rôle  principal au cinéma dans I Dream of Jeanie, celui du compositeur Stephen Foster (1826–1864). La même année, il joue dans Abbott and Costello Meet Captain Kidd avant de rejoindre la troupe de théâtre aux armées Hollywood USO, aux côtés notamment de Debbie Reynolds et Keenan Wynn, pour divertir les soldats engagés dans la guerre de Corée. Il contracte une infection de la gorge qui doivent interrompre la tournée. Quelques mois plus tard, il peut néanmoins interpréter Johann Strauss II dans The Great Waltz de Hassard Short aux côtés de Florence Henderson. En novembre 1955, il remporte le  radio-crochet Talent Scouts d'Arthur Godfrey.
Il s'engage parallèlement dans des causes humanitaires, participant à des levées de fonds et des téléthons, notamment au profit de la  Marion County Society for Crippled Children and Adults et de l'Indianapolis Community Hospital.

### La Belle au bois dormant(1959)
En 1958, Bill Shirley est choisi par les studios Disney pour la voix parlée et chantée du prince Philippe dans leur nouveau long-métrage d'animation La Belle au bois dormant, Mary Costa interprétant quant à elle la princesse Aurore. Ils tournent également des scènes en prises de vues réelles avec l'acteur Ed Kemmer pour servir de modèle aux animateurs, notamment pour la synchronisation des lèvres.
Peu avant la sortie du film, Shirley et Costa se produisent à l'Hollywood Bowl lors d'une soirée promotionnelle où ils interprètent la chanson-phare du film, Once Upon a Dream. Mary Costa témoigne de la gentillesse, la beauté et de la timidité de son partenaire, ajoutant que toutes les femmes étaient de ce fait sous son charme. Elles ne manquaient cependant pas une occasion de le taquiner, notamment Verna Felton (voix de la fée Flora dans le film) qui, simulant quelques passes magiques avec un crayon, lui prédisait gloire et beauté, comme le font les fées à la princesse dans les films.

### My Fair Lady(1964)
La dernière contribution de Bill Shirley en tant que ghost singer a lieu dans My Fair Lady de George Cukor, où il double Jeremy Brett dans la chanson On the Street Where You Live, bien que ce dernier ait participé à des spectacles musicaux. Après avoir prétendu durant des années que  Shirley n'avait contribué qu'à quelques notes aiguës, Brett admit en 1994 que Shirley était bien l'interprète unique du morceau[réf. nécessaire].
Ayant mis un terme officiel à sa carrière, il reste néanmoins membre de l'Actors' Equity Association et continue à se produire lors de industriels comme Diesel Dazzle  et A Step Ahead en 1966. Il coproduit la même année la comédie musicale Dames At Sea de George Haimsohn, Robin Miller et Jim Wise, marquant les débuts de Bernadette Peters. En 1975, il participe à une ultime production de la comédie musicale Take Me Along de Bob Merrill montée par la compagnie Music Circus (en).

### Mort
Bill Shirley passe les dix dernières années de sa vie, de 1979 à 1989, à travailler au service immobilier de Litton Industries. Il meurt d'un cancer du poumon le 27 août 1989 au Guardian Convalescent Hospital de Los Angeles, à l'âge de 68 ans et est enterré au Crown Hill Cemetery d'Indianapolis.

## Théâtre
- 1950-1951 : Pardon Our French, comédie musicale de Victor Young et Edward Heyman, Broadway Theatre

## Filmographie
- 1932 : Le Président fantôme de Norman Taurog : petit rôle (non crédité)
- 1933 : As the Devil Commands (en) de  Roy William Neill : l'orphelin
- 1941 : Rookies on Parade (en) de Joseph Santley : Bill
- 1941 : Ice-Capades de Joseph Santley : petit rôle (non crédité)
- 1941 : Doctors Don't Tell de Jacques Tourneur : Tom Wayne
- 1941 : Sailors on Leave d'Albert S. Rogell : Bill Carstairs
- 1941 : Mercy Island de William Morgan : le guide (non crédité)
- 1942 : Hi, Neighbor (en) de Charles Lamont : Dick
- 1942 : Les Tigres volants de David Miller : Dale
- 1942 : Ice-Capades Revue (en) de Bernard Vorhaus : Denny
- 1944 : Three Little Sisters (en) de Joseph Santley : le soldat Ferguson
- 1949 : Chanson dans la nuit d'Irving Reis : chanteur (non crédité)
- 1949 : Toute la rue chante (Oh, You Beautiful Doll) de John M. Stahl : voix chantée de Mark Stevens (non crédité)
- 1949 : Les Sœurs casse-cou d'Henry Koster : chanteur (non crédité)
- 1950 : Voyage à Rio de Robert Z. Leonard : voix chantée du ténor (non crédité)
- 1952 : I Dream of Jeanie d'Allan Dwan : Stephen Foster
- 1952 : Les Joyeux Pirates de Charles Lamont : Bruce Martingale
- 1953 : Sweethearts on Parade d'Allan Dwan : Bill Gamble
- 1959 : La Belle au bois dormant de Clyde Geronimi : le prince Phillippe (voix)
- 1964 : My Fair Lady de George Cukor :  Freddy Eynsford-Hill (voix chantée)

## Distinctions
- Grammy Awards 1959 : Meilleure bande originale pour La Belle au bois dormant, partagé avec Tom Adair, George Bruns, Winston Hibler, Ted Sears, Sammy Fain, Jack Lawrence, Erdman Penner et Mary Costa